# 常滑市立常滑西小学校
常滑市立常滑西小学校（とこなめしりつ とこなめにししょうがっこう）は、愛知県常滑市本町3-136にある公立小学校。1872年（明治5年）創立。長らく常滑市立常滑小学校という名称だったが、1980年（昭和55年）に学区が分割されて常滑市立常滑西小学校と常滑市立常滑東小学校となった。

## 歴史

### 年表
- 1872年（明治5年）9月1日 - 知多郡常滑村に創立。
- 1890年（明治23年） - 常滑村が町制施行して常滑町となる。
- 1941年（昭和16年） - 常滑町立常滑国民学校に改称。
- 1947年（昭和22年） - 常滑町立常滑小学校に改称。
- 1954年（昭和29年） - 常滑市発足により常滑市立常滑小学校に改称。
- 1980年（昭和55年）4月1日 - 常滑市立常滑小学校が常滑市立常滑西小学校と常滑市立常滑東小学校に分離。
- 2014年（平成26年）4月1日 - 常滑市立常滑東小学校との間で学区の変更を行う。

### 沿革
1872年（明治5年）9月1日、常滑焼の産地として栄える知多郡常滑村に創立した。常滑市立常滑小学校は常滑市の中心部にあり、1947年（昭和22年）の児童数は1840人、1957年（昭和32年）は2088人、1967年（昭和42年）は1675人、1977年（昭和52年）は1889人というマンモス校だった。マンモス校化改称のために、1980年（昭和55年）には常滑市立常滑小学校の学区が常滑市立常滑西小学校と常滑市立常滑東小学校に分割された。常滑西小学校は常滑小学校の敷地を引き継いでおり、また常滑小学校の歴史を引き継いでいる。
1981年（昭和56年）には優良子ども銀行として大蔵大臣表彰を受けた。1995年（平成7年）にはオーストラリアのアップウェイ小学校と交換交流事業を行った。1987年（昭和62年）の児童数は660人、1997年（平成9年）は495人、2007年（平成19年）は420人と、常滑市立東小学校の分離後には児童数が緩やかに減少していった。
2005年（平成17年）2月には伊勢湾の常滑市沖に中部国際空港が開港した。開港に合わせて空港島（常滑市セントレア3丁目）と前島（常滑市りんくう町）の埋め立てが行われているが、123ヘクタールの前島も常滑西小学校の学区に組み込まれた。
2009年（平成21年）7月24日には岐阜県郡上市のひるがの高原キャンプ場で、常滑西小学校の5年生女児が野外授業の最中に行方不明となる事件が起こった。この事件は各メディアに「現代の神隠し」として報じられ、何者かに誘拐されたと推定されているが、2020年現在でもこの女児は見つかっていない。
常滑市東部の丘陵地に常滑ニュータウン（飛香台）が建設されたことで、常滑東小学校の児童数が年々増加していることから、2014年（平成26年）には常滑東小学校との間で学区の変更を行い、常滑東小学校から約300人の児童が常滑西小学校に移った。常滑市と半田市境の庄兵衛新田なども学区に組み込まれ、東西約4kmの横長の学区となった。

### 児童数の変遷
『愛知県小中学校誌』（2018年）によると、児童数の変遷は以下の通りである。
| 1947年（昭和22年） | 1840人 |  |
| 1957年（昭和32年） | 2088人 |  |
| 1967年（昭和42年） | 1675人 |  |
| 1977年（昭和52年） | 1889人 |  |
| 1987年（昭和62年） | 660人  |  |
| 1997年（平成9年）  | 459人  |  |
| 2007年（平成19年） | 420人  |  |
| 2017年（平成29年） | 643人  |  |

## 周辺
- 名鉄常滑線・空港線常滑駅
- 常滑市役所
- 常滑市民文化会館
- 常滑警察署
- 常滑市消防本部
- 常滑競艇場
- INAXライブミュージアム
- 宝樹院
- 宝全寺
- 満覚寺
- 神明社